# Gare de Long-Le Catelet
La gare de Long-Le Catelet est une ancienne gare ferroviaire française de la ligne de Longueau à Boulogne-Ville, située dans le hameau du Catelet, sur le territoire de la commune de Long, dans le département de la Somme, en région Hauts-de-France.
Après être devenue une halte, elle est fermée dans les années 2000 par la Société nationale des chemins de fer français (SNCF).

## Situation ferroviaire
Établie à 11 mètres d'altitude, la gare de Long-Le Catelet est située au point kilométrique (PK) 160,258 de la ligne de Longueau à Boulogne-Ville, juste après un passage à niveau (PN) — de type SAL 2,, entre l'ancienne gare de Longpré et la gare fermée de Fontaine-sur-Somme (le tout s'intercalant entre les gares ouvertes de Longpré-les-Corps-Saints et de Pont-Remy).

## Histoire
La section Amiens – Abbeville de la ligne de Longueau à Boulogne-Ville est mise en service le 15 mars 1847 par la Compagnie du chemin de fer d'Amiens à Boulogne. Cependant, la gare n'est pas ouverte en même temps.
Après être devenue une halte, elle est fermée par la SNCF après 1960, en l'occurrence en 2001 ou 2005 (dans le cadre d'une modernisation de la ligne). Elle était auparavant desservie par des trains omnibus TER Picardie, effectuant des missions entre Amiens et Abbeville.

## Service des voyageurs
Long-Le Catelet est fermée à tout trafic ferroviaire.
Néanmoins, un service de Taxi TER à la demande permet aux habitants de la commune d'effectuer la correspondance, en gare de Longpré-les-Corps-Saints, avec la ligne P21 du réseau TER Hauts-de-France (trains Abbeville – Amiens / Albert).

## Patrimoine ferroviaire

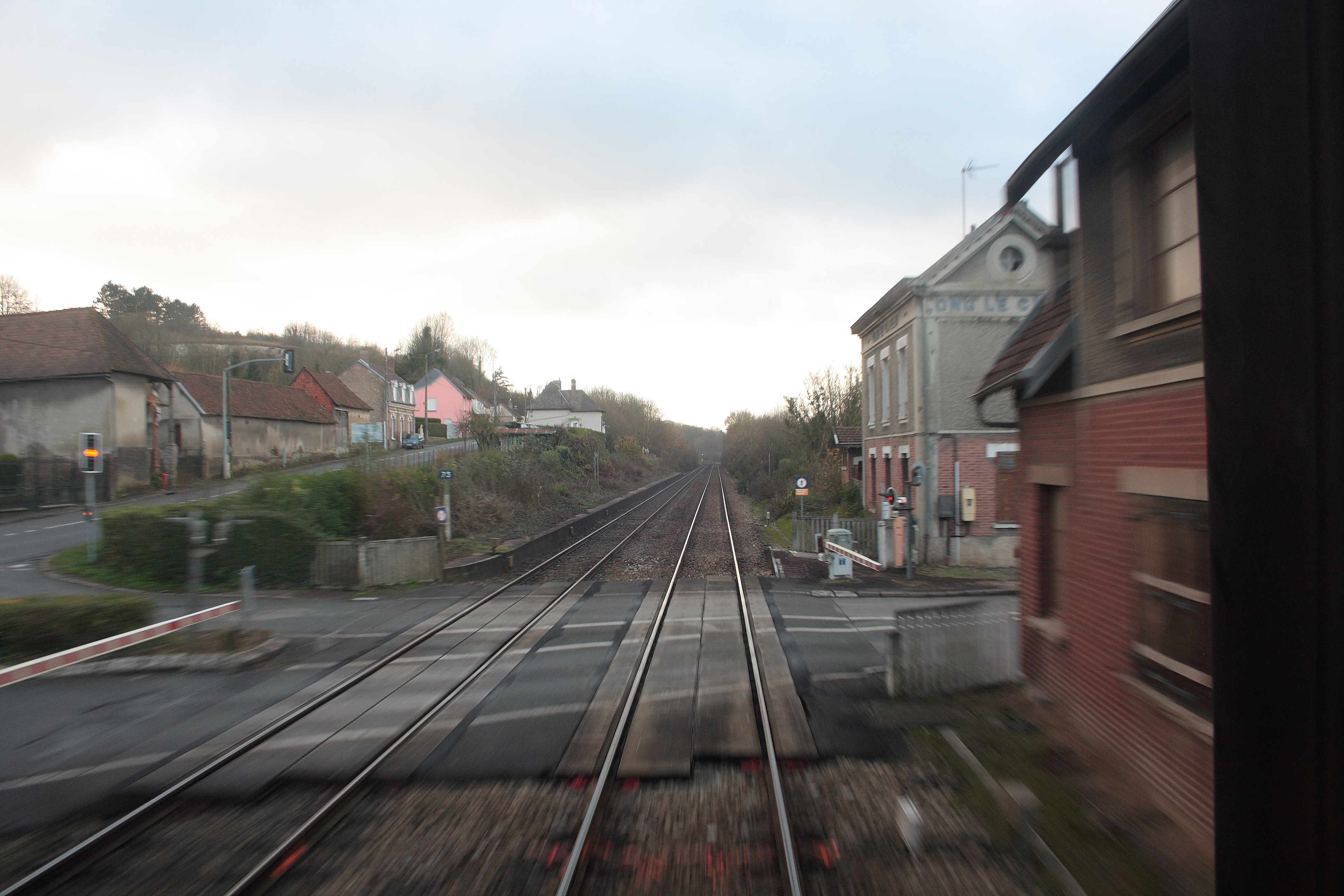
Vue générale de l'ancienne gare (et du passage à niveau voisin), en décembre 2014. Le bâtiment situé à droite, au premier plan, est désormais démoli.

L'ancien bâtiment voyageurs (BV), revendu à un particulier, est devenu une habitation,. Il correspond au plan type standard de la Compagnie des chemins de fer du Nord pour les haltes de faible importance. L'ancienne annexe sanitaire existe toujours. En outre, un quai subsiste.
Par ailleurs, le bâtiment abandonné jouxtant le PN (du même côté des voies que le BV) a été détruit en 2016.